# Bettignies
Bettignies est une commune française située dans le département du Nord, en région Hauts-de-France.

## Géographie

### Description

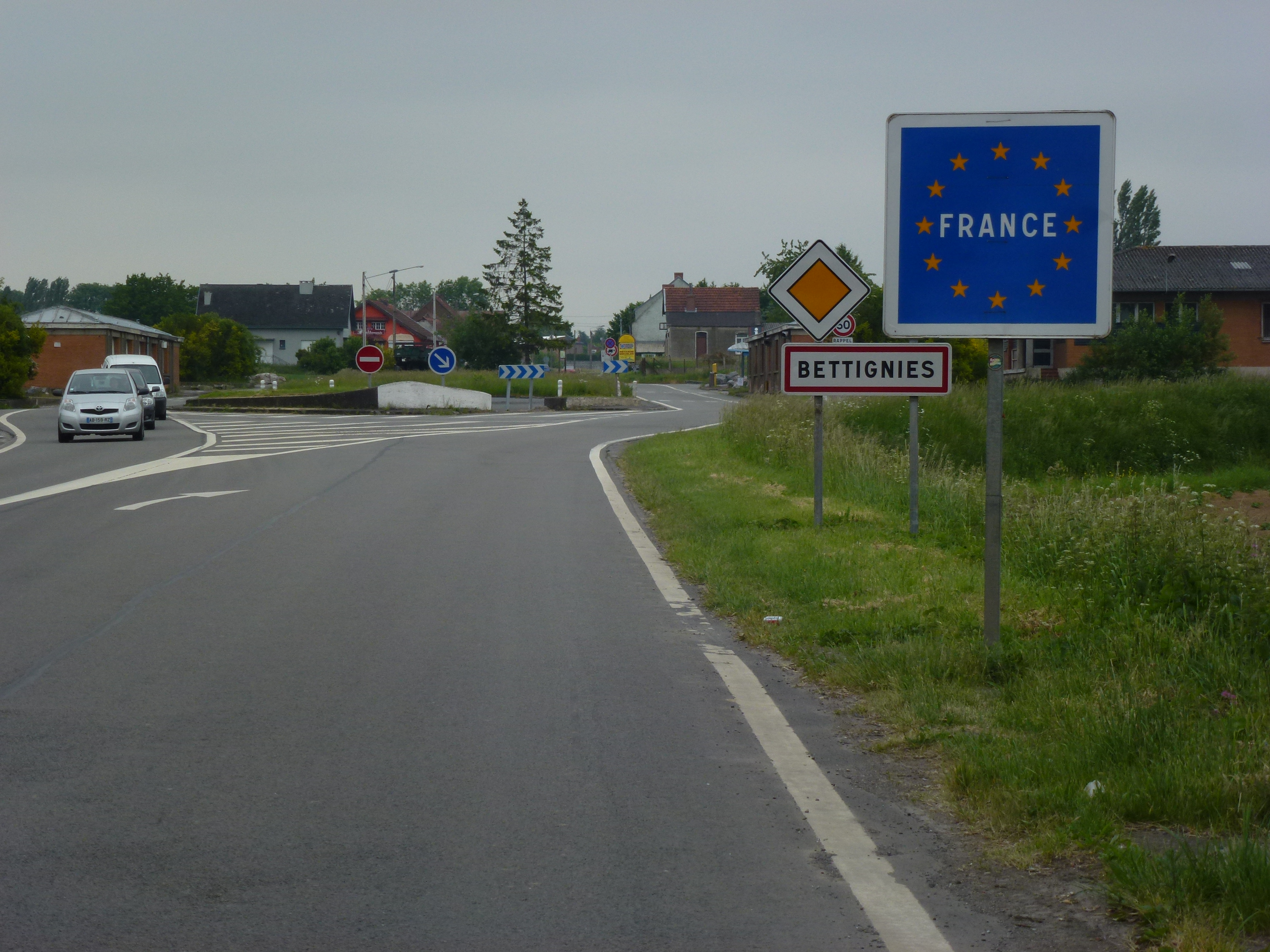
Panneaux d'entrée de la commune et en France.

Bettignies est une commune frontalière de l'Avesnois, située sur la route nationale 2 (Paris-Bruxelles), à 14 km au sud de Mons, 34 km auau sud-ouest de Charleroi, 7 km au nord de Maubeuge, 32 km à l'est de Valenciennes et 70 km au sud-est de Lille.
Le village est également traversé par la RD159, qui relie Villers-Sire-Nicole à Feignies, ainsi que par le sentier de grande randonnée de pays du Tour de l'Avesnois.

### Communes limitrophes
| Gognies-Chaussée Belgique | Gœgnies-Chaussée Belgique | Mairieux            |
| Gognies-Chaussée Belgique | Bettignies                | Villers-Sire-Nicole |
| Feignies                  | Mairieux                  | Bersillies          |

### Hydrographie

#### Réseau hydrographique
La commune est située dans le bassin Artois-Picardie. Elle est drainée par la Ferme de Pierre Fontaine, le ruisseau de Rotteleux, le ruisseau Des Prés à rieux et le ruisseau la Buzière,,.

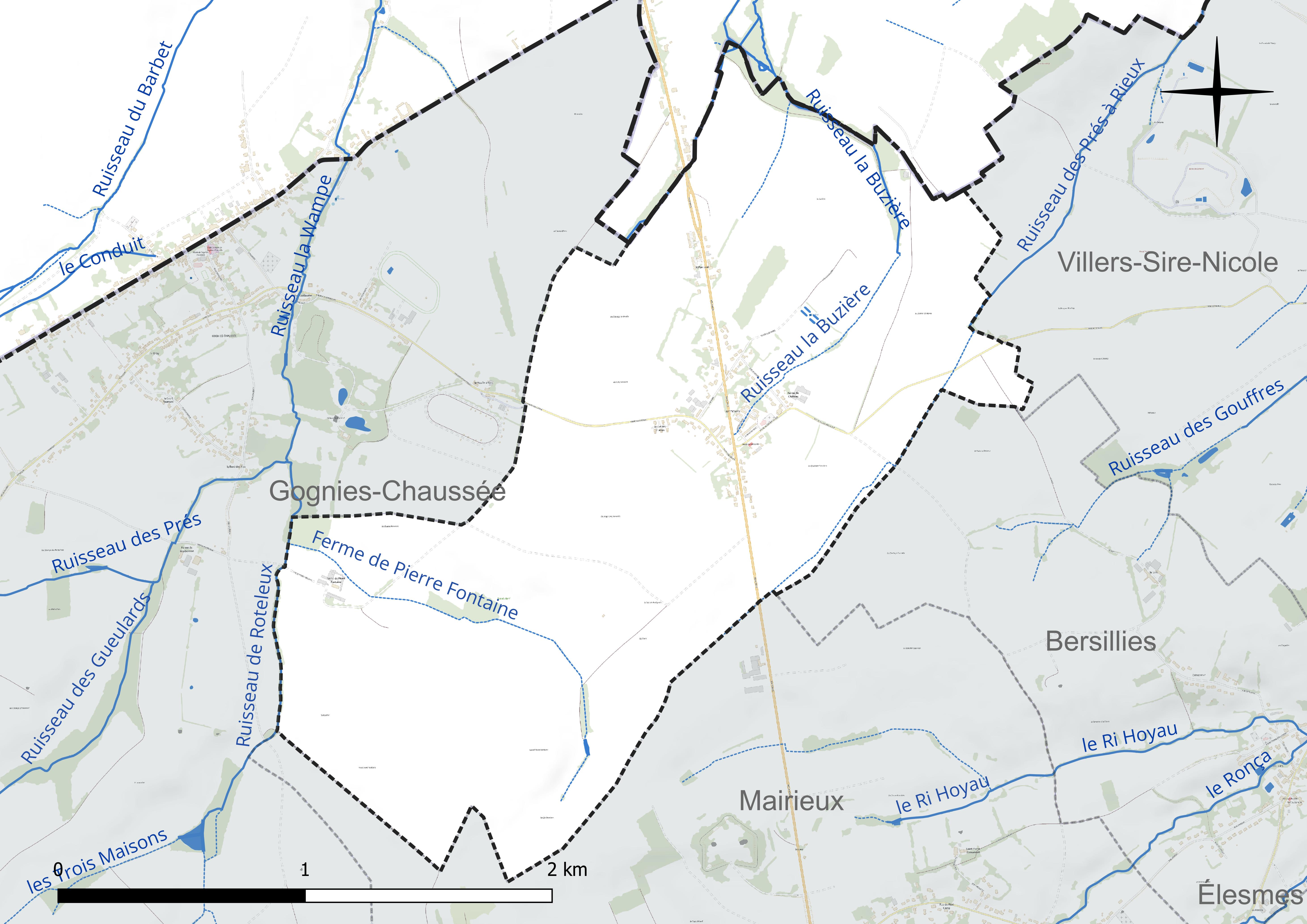
Réseau hydrographique de Bettignies.

#### Gestion et qualité des eaux
Le territoire communal est couvert par le schéma d'aménagement et de gestion des eaux (SAGE) « Escaut ». Ce document de planification concerne un territoire de 2 005 km2 de superficie, délimité par le bassin versant de l'Escaut. Le périmètre a été arrêté le 9 juin 2006 et le SAGE proprement dit a été approuvé le 13 juillet 2021. La structure porteuse de l'élaboration et de la mise en œuvre est le syndicat mixte Escaut et Affluents (SyMEA). 
La qualité des cours d'eau peut être consultée sur un site dédié géré par les agences de l'eau et l'Agence française pour la biodiversité. 

### Climat
Pour des articles plus généraux, voir Climat des Hauts-de-France et Climat du Nord.
En 2010, le climat de la commune est de type climat des marges montargnardes, selon une étude du CNRS s'appuyant sur une série de données couvrant la période 1971-2000. En 2020, Météo-France publie une typologie des climats de la France métropolitaine dans laquelle la commune est exposée à un climat océanique altéré et est dans la région climatique  Nord-est du bassin Parisien, caractérisée par un ensoleillement médiocre, une pluviométrie moyenne régulièrement répartie au cours de l'année et un hiver froid (3 °C). 
Pour la période 1971-2000, la température annuelle moyenne est de 9,9 °C, avec une amplitude thermique annuelle de 15,1 °C. Le cumul annuel moyen de précipitations est de 875 mm, avec 12,5 jours de précipitations en janvier et 10,1 jours en juillet. Pour la période 1991-2020, la température moyenne annuelle observée sur la station météorologique la plus proche, située sur la commune de Saint-Hilaire-sur-Helpe à 23 km à vol d'oiseau, est de 10,5 °C et le cumul annuel moyen de précipitations est de 802,4 mm,. Pour l'avenir, les paramètres climatiques de la commune estimés pour 2050 selon différents scénarios d'émission de gaz à effet de serre sont consultables sur un site dédié publié par Météo-France en novembre 2022.

## Urbanisme

### Typologie
Au 1er janvier 2024, Bettignies est catégorisée commune rurale à habitat dispersé, selon la nouvelle grille communale de densité à sept niveaux définie par l'Insee en 2022.
Elle est située hors unité urbaine. Par ailleurs la commune fait partie de l'aire d'attraction de Maubeuge (partie française), dont elle est une commune de la couronne,. Cette aire, qui regroupe 65 communes, est catégorisée dans les aires de 50 000 à moins de 200 000 habitants,.

### Occupation des sols
L'occupation des sols de la commune, telle qu'elle ressort de la base de données européenne d'occupation biophysique des sols Corine Land Cover (CLC), est marquée par l'importance des territoires agricoles (93,6 % en 2018), une proportion identique à celle de 1990 (93,6 %). La répartition détaillée en 2018 est la suivante : 
terres arables (91,8 %), zones urbanisées (6,4 %), zones agricoles hétérogènes (1,8 %). L'évolution de l'occupation des sols de la commune et de ses infrastructures peut être observée sur les différentes représentations cartographiques du territoire : la carte de Cassini (XVIIIe siècle), la carte d'état-major (1820-1866) et les cartes ou photos aériennes de l'IGN pour la période actuelle (1950 à aujourd'hui).

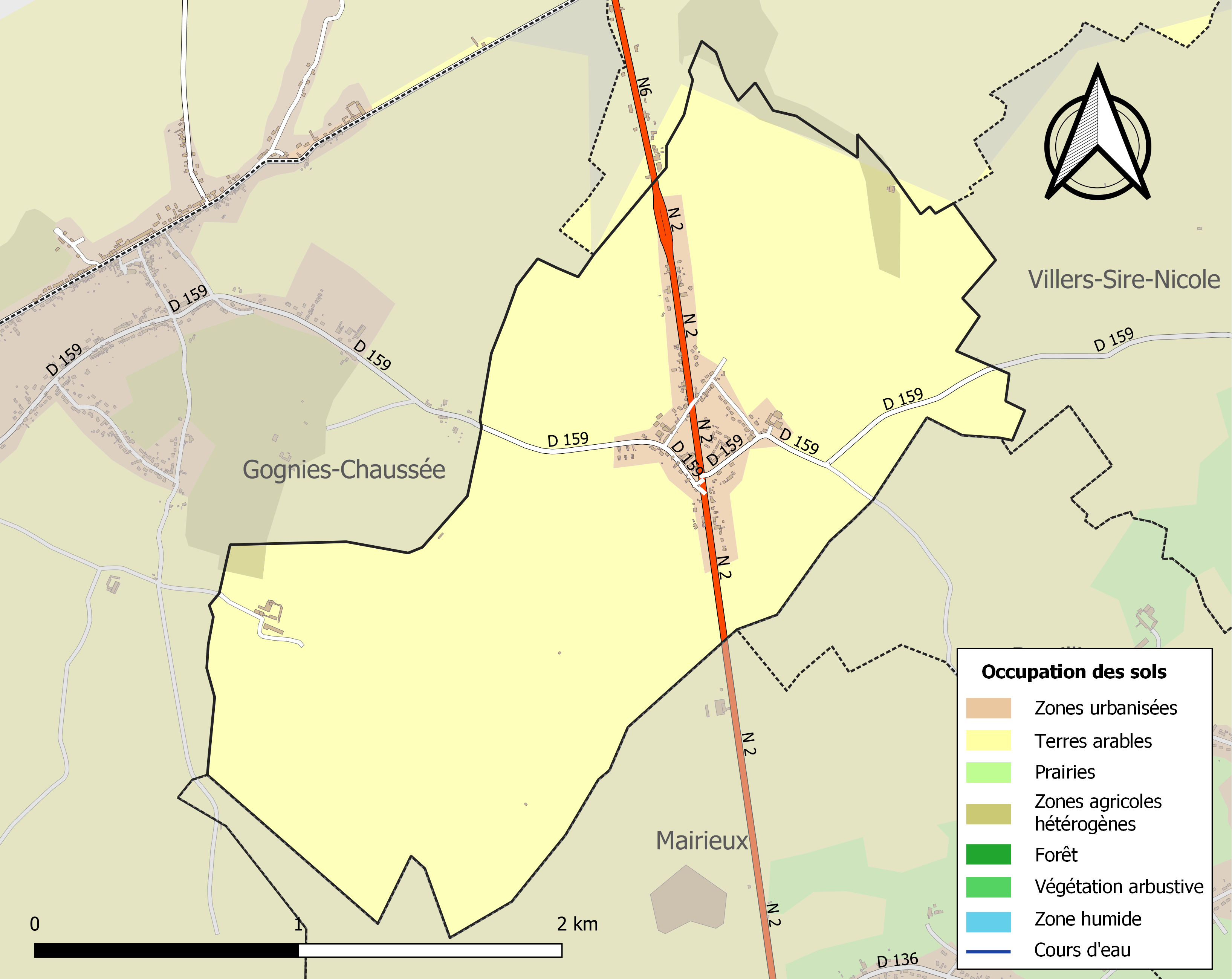
Carte des infrastructures et de l'occupation des sols de la commune en 2018 (CLC).

### Habitat et logement
En 2019, le nombre total de logements dans la commune était de 131, alors qu'il était de 121 en 2014 et de 103 en 2009.
Parmi ces logements, 95,4 % étaient des résidences principales, 0 % des résidences secondaires et 4,6 % des logements vacants. Ces logements étaient pour 99,2 % d'entre eux des maisons individuelles et pour 0,8 % des appartements.
Le tableau ci-dessous présente la typologie des logements à Bettignies en 2019 en comparaison avec celle du Nord et de la France entière. Une caractéristique marquante du parc de logements est ainsi une proportion de résidences secondaires et logements occasionnels (0 %) inférieure à celle du département (1,6 %) mais supérieure à celle de la France entière (9,7 %). Concernant le statut d'occupation de ces logements, 66,4 % des habitants de la commune sont propriétaires de leur logement (62,1 % en 2014), contre 54,7 % pour le Nord et 57,5 pour la France entière.
| Typologie                                               | Bettignies | Nord | France entière |
| ------------------------------------------------------- | ---------- | ---- | -------------- |
| Résidences principales (en %)                           | 95,4       | 90,6 | 82,1           |
| Résidences secondaires et logements occasionnels (en %) | 0          | 1,6  | 9,7            |
| Logements vacants (en %)                                | 4,6        | 7,8  | 8,2            |

### Voies de communication et transports
La commune est desservie, en 2024, par la ligne transfrontalière 41 des réseaux Stibus et TEC Hainaut assurant la liaison entre Maubeuge et Mons.

## Toponymie
La localité est désignée sou les noms de Bettignies en 1181 (bulle du pape Lucius III), Betegnies en 1181 (jugement rendu à Bavai par le comte de Hainaut),  Bietignies en 1186 (J. de G., ann. du Hain. XII, 339),  Betenies. Betigny et Bettignies (doc. divers).
Il doit tirer son nom de « beten », faire des prières, ou de « béthaus », maison de prières. Sa terminaison en « gnies » signifie habitation, demeure. Donc, on peut traduire Bettignies comme lieu du temple ou maison pour faire des prières. Il est possible que dans les premiers siècles de l'invasion germanique, Bettignies fut le rendez-vous où les gens priaient et faisaient des sacrifices en commun avec la population environnante.
Il est également possible que le toponyme signifie le « domaine de Bettin », nom de personne germanique.

## Histoire

### Moyen Âge
Au XIIe siècle, Bettignies dispose déjà d'une église dédiée à Saint-Nicolas, qui relève du décanat de Maubeuge, en 1186 et appartient au chapitre de Saint-Germain à Mons.
Le pape Lucius III a fait mention du village en février 1181 en accordant aux chanoines de Saint-Germain la protection de ses biens à Bettignies, vu son peu d'importance, n'avait ni curé ni instituteur.
Durant une longue période, Bettegnies est  un fief seigneurial dépendant de la pairie de Petit-Quévy, Sur son territoire actuel se trouvait également la seigneurie de Pierrefontaine (Parfontaine, 1181, Perfontaine, 1331), dont il ne reste plus qu'une ferme
À côté de la ferme de Pierrefontaine se trouvait un bois appelé Bois du Gars. Aujourd'hui, il est presque entièrement défriché. Gilbert, chancelier du comte Baudouin V le cite dans sa chronique. Il raconte que le comte de Flandre, lors de l'invasion du Hainaut en 1184, s'arrêta dans ce bois, avant de faire la jonction avec ses alliés : le duc de Brabant et l'archevêque de Cologne. Le Bois du Gars était à cette époque rempli de daims et de buffles sauvages. L'armée du comte en profita puisque celle-ci n'avait presque plus de vivres.

### Temps modernes
Un château à peu de distance, à l'est de l'église faisait partie de ce fief ; il a été ruiné pendant les guerres de Louis XIV et n'a jamais été reconstruit. Les biens du château appartenaient au comte de Vanderbuch, descendant d'illustres seigneurs au service des comtes de Flandre et des souverains des Pays-Bas. Il ne reste que la ferme dite « du Château ».
Bettignies a souvent souffert du passage des armées. En 1694, le village est complètement ruiné lors des tentatives du Prince d'Orange contre le Maréchal de Luxembourg et la ville de Maubeuge.

### Révolution française et Empire
En 1792, l'avant-garde du général La Fayette est cantonnée à Bettignies avant le combat de La Glisuelle à Mairieux. Bettignies, saccagé par les Autrichiens est  abandonné  six semaines par ses habitants. Ces Autrichiens sont revenus l'année suivante pour la Bataille de Jemappes (Belgique) et forment différents camps sur la plaine de Bettignies et sur celles de Grand-Reng (village belge) et Villers-Sire-Nicole (village proche de Bettignies). Ces camps sont renforcés en 1794 et sont levés[pas clair].
Le général Kléber pendant une de ces tentatives, favorise leur mouvement par une marche couronnée de succès  pour que l'ennemi parte.
Au Bois-Bourdon, au croisement de la route de Mons et la chaussée Brunehaut se rattache une anecdote historique. Le 10 novembre 1815, le général Blücher passe à Maubeuge. Il demande un guide pour l'amener à la chaussée Brunehaut pour qu'il puisse aller à Tongres puis en Allemagne.  François-Joseph Moreau l'emène et, au Bois-Bourdon, Blücher lui dit en remerciement : « Je voudrais que tu fusses le dernier Français et je te brûlerais la cervelle ».

### Époque contemporaine

#### Première Guerre mondiale
En 1918, les Allemands sont passés à Bettignies pour regagner l'Allemagne. Ils ont incendié l'église, la mairie (à l'étage), plusieurs fermes et plusieurs maisons du village. Ils y sont repassés quelques années plus tard, en 1940.

#### Seconde Guerre mondiale
Lors de la bataille de Mons (Belgique), le Général américain Maurice Rose avait installé son quartier général à Bettignies, près du poste douanier, route de Mons. Il est arrivé le 2 septembre 1944 avec trois tanks et un canon, dirigé vers Gognies-Chaussée, où se déroulaient les combats. Ce poste de commandement et d'observation lui permettait d'avoir une vue imprenable sur le secteur. Le Major Tucker, son aide de camp, est revenu en septembre 1989 pour une fête au monument américain de Havay, situé route de Mons. Il fut d'ailleurs le premier soldat américain à entrer dans Mons (Belgique).

## Politique et administration

### Rattachements administratifs et électoraux

#### Rattachements administratifs
La commune se trouve dans l'arrondissement d'Avesnes-sur-Helpe du département du Nord.
Elle faisait partie de 1801 à 1910 du canton de Maubeuge, année où elle est rattachée au canton de Maubeuge-Nord. Dans le cadre du redécoupage cantonal de 2014 en France, cette circonscription administrative territoriale a disparu, et le canton n'est plus qu'une circonscription électorale.

#### Rattachements électoraux
Pour les élections départementales, la commune fait partie depuis 2014 du nouveau  canton de Maubeuge
Pour l'élection des députés, elle fait partie de la troisième circonscription du Nord.

### Intercommunalité
Bettignies était membre de la communauté de communes du Nord Maubeuge, un établissement public de coopération intercommunale (EPCI) à fiscalité propre créé fin 1993 et auquel la commune avait transféré un certain nombre de ses compétences, dans les conditions déterminées par le code général des collectivités territoriales.
Cette intercommunalité a fusionné avec ses voisines pour former, le 1er janvier 2014, la communauté d'agglomération Maubeuge Val de Sambre dont est désormais membre la commune.

### Liste des maires
| Période                                  | Période                        | Identité                                 | Étiquette | Qualité                                          |
| ---------------------------------------- | ------------------------------ | ---------------------------------------- | --------- | ------------------------------------------------ |
| Les données manquantes sont à compléter. |                                |                                          |           |                                                  |
| avant 1802                               | 1808                           | Pierre Lemaire                           |           |                                                  |
| Les données manquantes sont à compléter. |                                |                                          |           |                                                  |
| 1905                                     |                                | Narcisse Locoge                          |           |                                                  |
| Les données manquantes sont à compléter. |                                |                                          |           |                                                  |
| juin 1995                                | En cours (au 13 décembre 2022) | Michel Lefebvre (né le 10 novembre 1937) |           | Ouvrier retraité Réélu pour le mandat 2020-2026, |

## Équipements et services publics

### Enseignement
Bettignies relève de l'académie de Lille.

## Population et société

### Démographie

#### Évolution démographique
L'évolution du nombre d'habitants est connue à travers les recensements de la population effectués dans la commune depuis 1793. Pour les communes de moins de 10 000 habitants, une enquête de recensement portant sur toute la population est réalisée tous les cinq ans, les populations de référence des années intermédiaires étant quant à elles estimées par interpolation ou extrapolation. Pour la commune, le premier recensement exhaustif entrant dans le cadre du nouveau dispositif a été réalisé en 2004.

En 2022, la commune comptait 355 habitants, en évolution de +14,52 % par rapport à 2016 (Nord : +0,51 %, France hors Mayotte : +2,11 %).
| 1793 | 1800 | 1806 | 1821 | 1831 | 1836 | 1841 | 1846 | 1851 |
| ---- | ---- | ---- | ---- | ---- | ---- | ---- | ---- | ---- |
| 101  | 79   | 96   | 136  | 147  | 160  | 184  | 201  | 205  |

| 1856 | 1861 | 1866 | 1872 | 1876 | 1881 | 1886 | 1891 | 1896 |
| ---- | ---- | ---- | ---- | ---- | ---- | ---- | ---- | ---- |
| 202  | 186  | 192  | 197  | 198  | 194  | 172  | 188  | 179  |

| 1901 | 1906 | 1911 | 1921 | 1926 | 1931 | 1936 | 1946 | 1954 |
| ---- | ---- | ---- | ---- | ---- | ---- | ---- | ---- | ---- |
| 176  | 168  | 168  | 135  | 151  | 170  | 192  | 174  | 221  |

| 1962 | 1968 | 1975 | 1982 | 1990 | 1999 | 2004 | 2006 | 2009 |
| ---- | ---- | ---- | ---- | ---- | ---- | ---- | ---- | ---- |
| 245  | 243  | 211  | 222  | 238  | 269  | 265  | 266  | 262  |

| 2014 | 2019 | 2022 | - | - | - | - | - | - |
| ---- | ---- | ---- | - | - | - | - | - | - |
| 317  | 310  | 355  | - | - | - | - | - | - |

#### Pyramide des âges
La population de la commune est relativement jeune.
En 2018, le taux de personnes d'un âge inférieur à 30 ans s'élève à 32,2 %, soit en dessous de la moyenne départementale (39,5 %). À l'inverse, le taux de personnes d'âge supérieur à 60 ans est de 29,1 % la même année, alors qu'il est de 22,5 % au niveau départemental.
En 2018, la commune comptait 141 hommes pour 169 femmes, soit un taux de 54,52 % de femmes, largement supérieur au taux départemental (51,77 %).
Les pyramides des âges de la commune et du département s'établissent comme suit.
| Hommes | Classe d’âge | Femmes |
| ------ | ------------ | ------ |
| 0,0    | 90 ou +      | 1,2    |
| 7,1    | 75-89 ans    | 5,3    |
| 24,8   | 60-74 ans    | 20,1   |
| 22,7   | 45-59 ans    | 22,5   |
| 15,6   | 30-44 ans    | 16,6   |
| 14,9   | 15-29 ans    | 12,4   |
| 14,9   | 0-14 ans     | 21,9   |

| Hommes | Classe d’âge | Femmes |
| ------ | ------------ | ------ |
| 0,5    | 90 ou +      | 1,4    |
| 5,3    | 75-89 ans    | 8,1    |
| 14,8   | 60-74 ans    | 16,2   |
| 19,1   | 45-59 ans    | 18,4   |
| 19,5   | 30-44 ans    | 18,7   |
| 20,7   | 15-29 ans    | 19,1   |
| 20,2   | 0-14 ans     | 18     |

### Sports et loisirs
Bettignies est un fondateur du championnat de France de Football[C'est-à-dire ?][réf. nécessaire].

## Culture et patrimoine

### Lieux et monuments
- L'église Saint-Nicolas construite en face de la mairie à la fin du XIXe siècle, à la suite des nombreuses destructions dues aux guerres[réf. nécessaire].
L'ancienne église située en face est petite mais elle est suffisante pour le nombre d'habitants. Autrefois, elle se trouvait près de la ferme du château. Elle fut souvent prise pour une cabane lorsqu'elle était couverte d'un toit de chaume[réf. nécessaire].

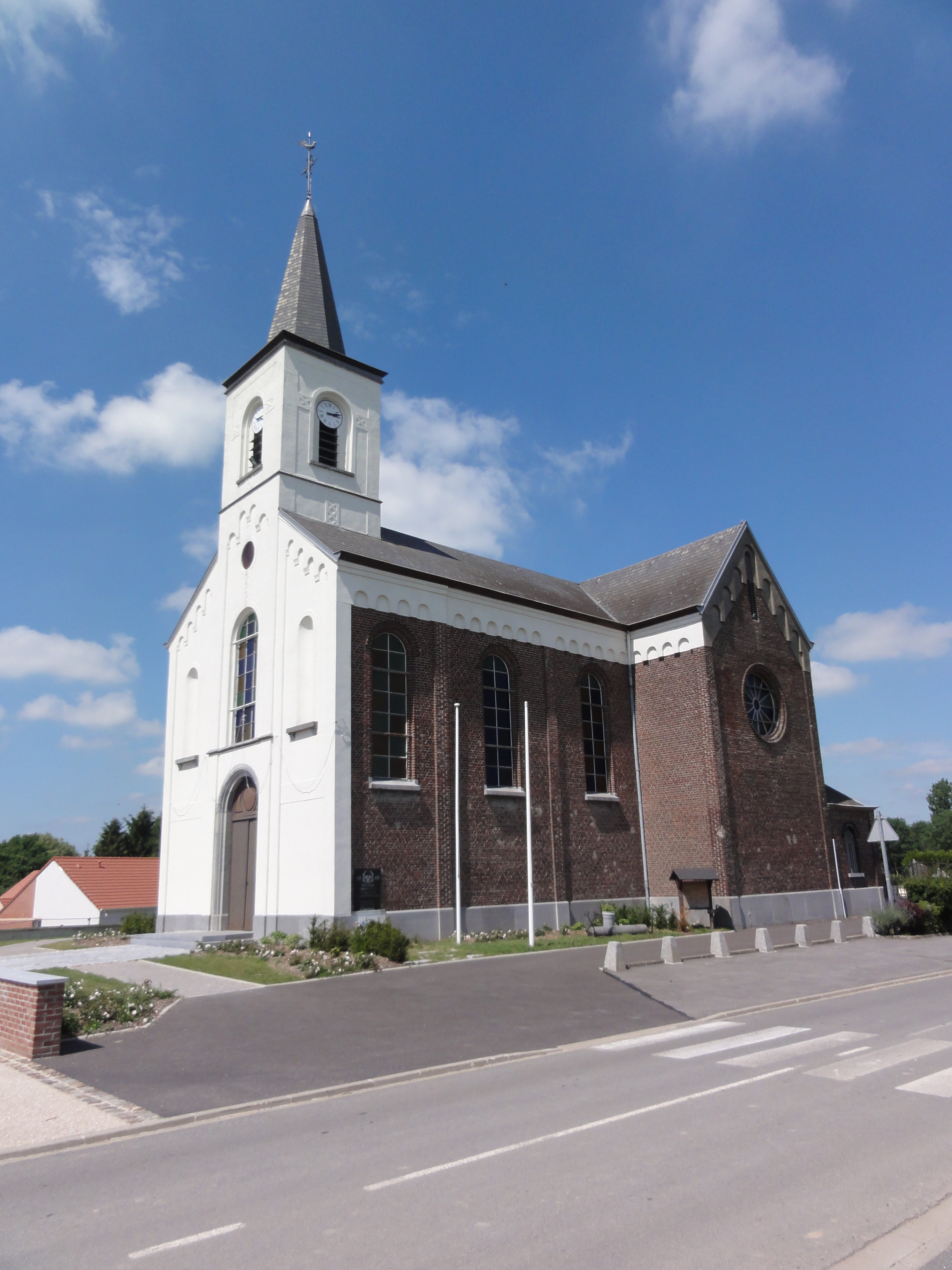
L'église.
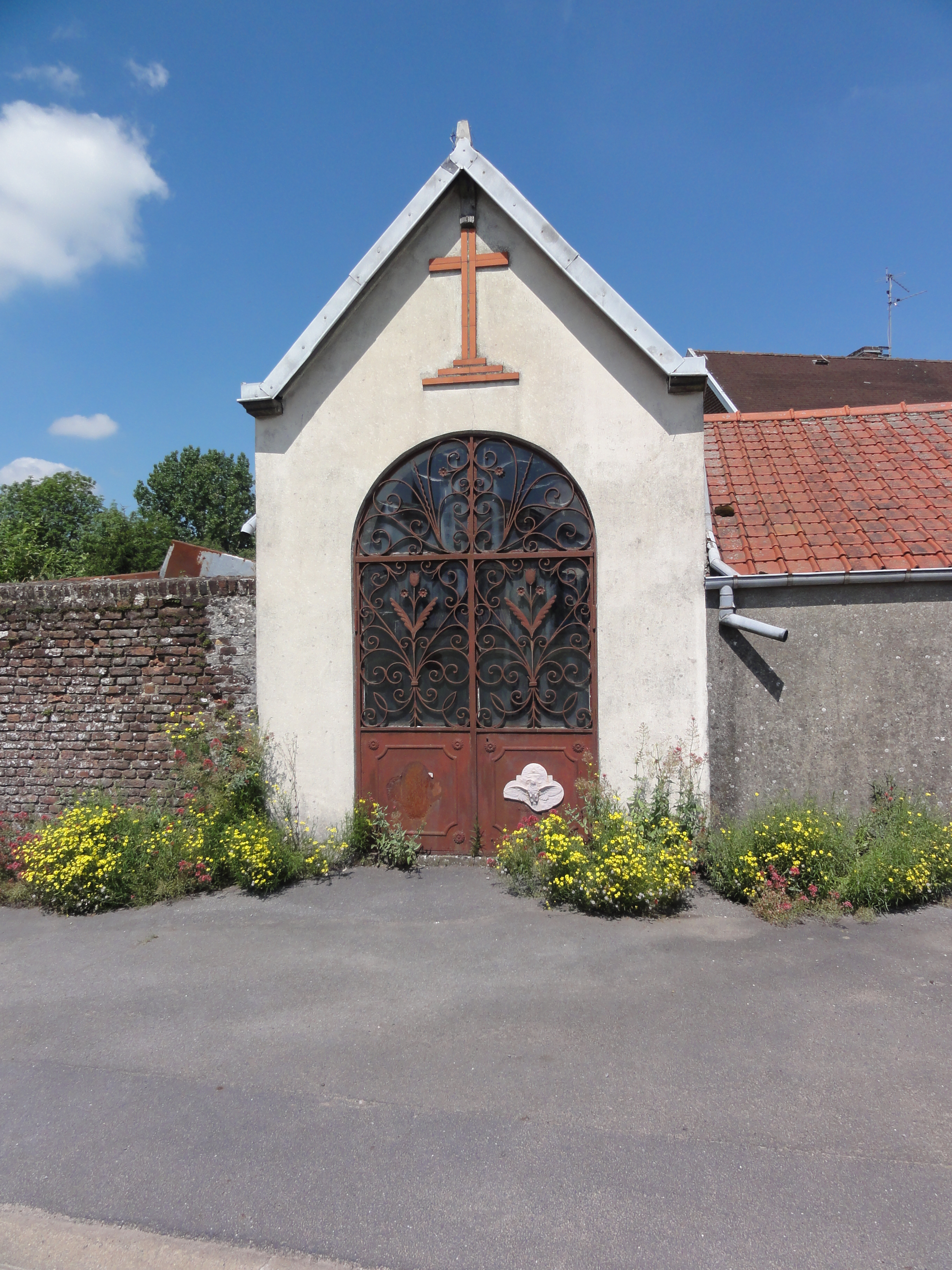
Chapelle, chemin de la Cure.
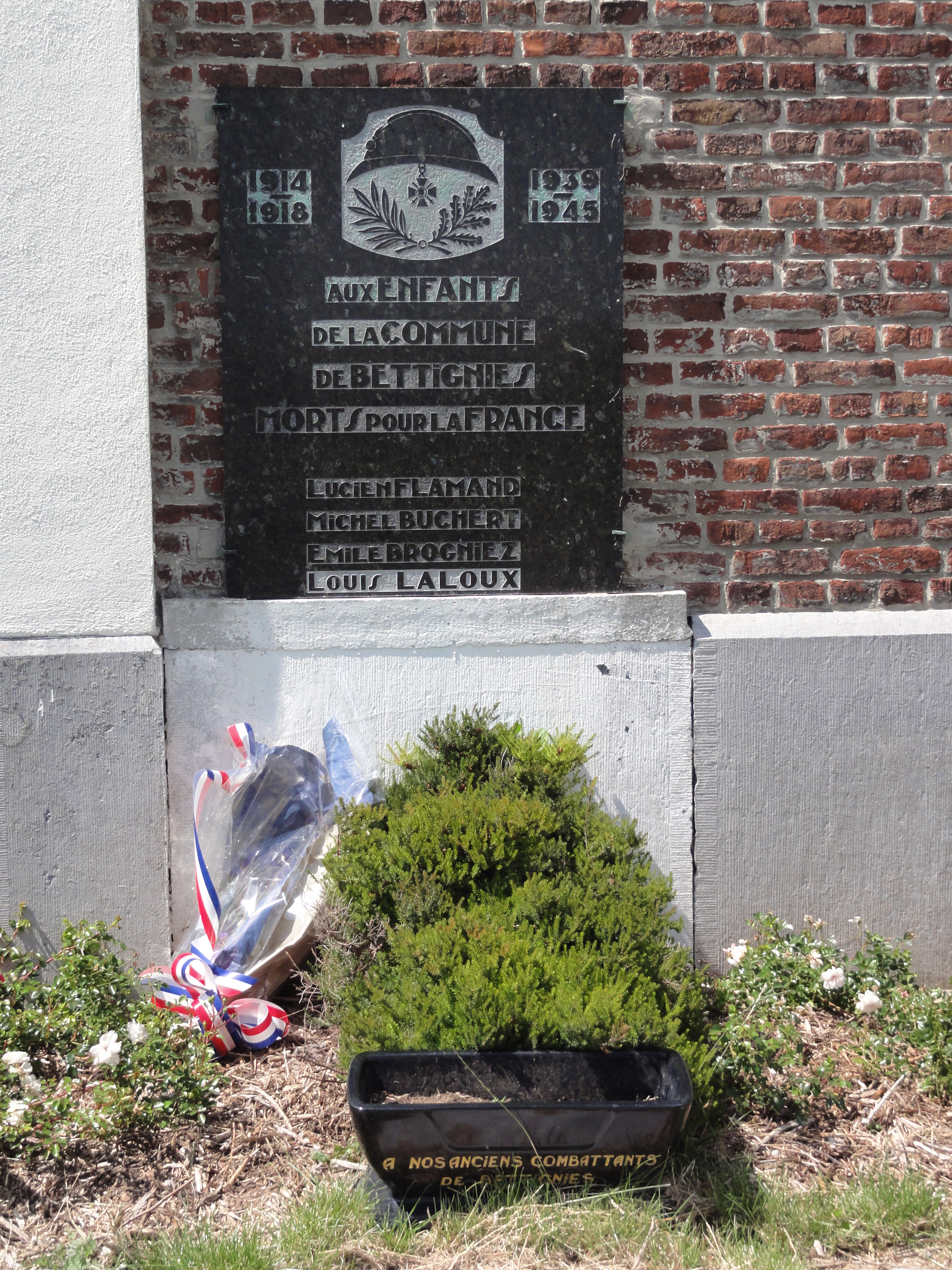
Monument aux morts.
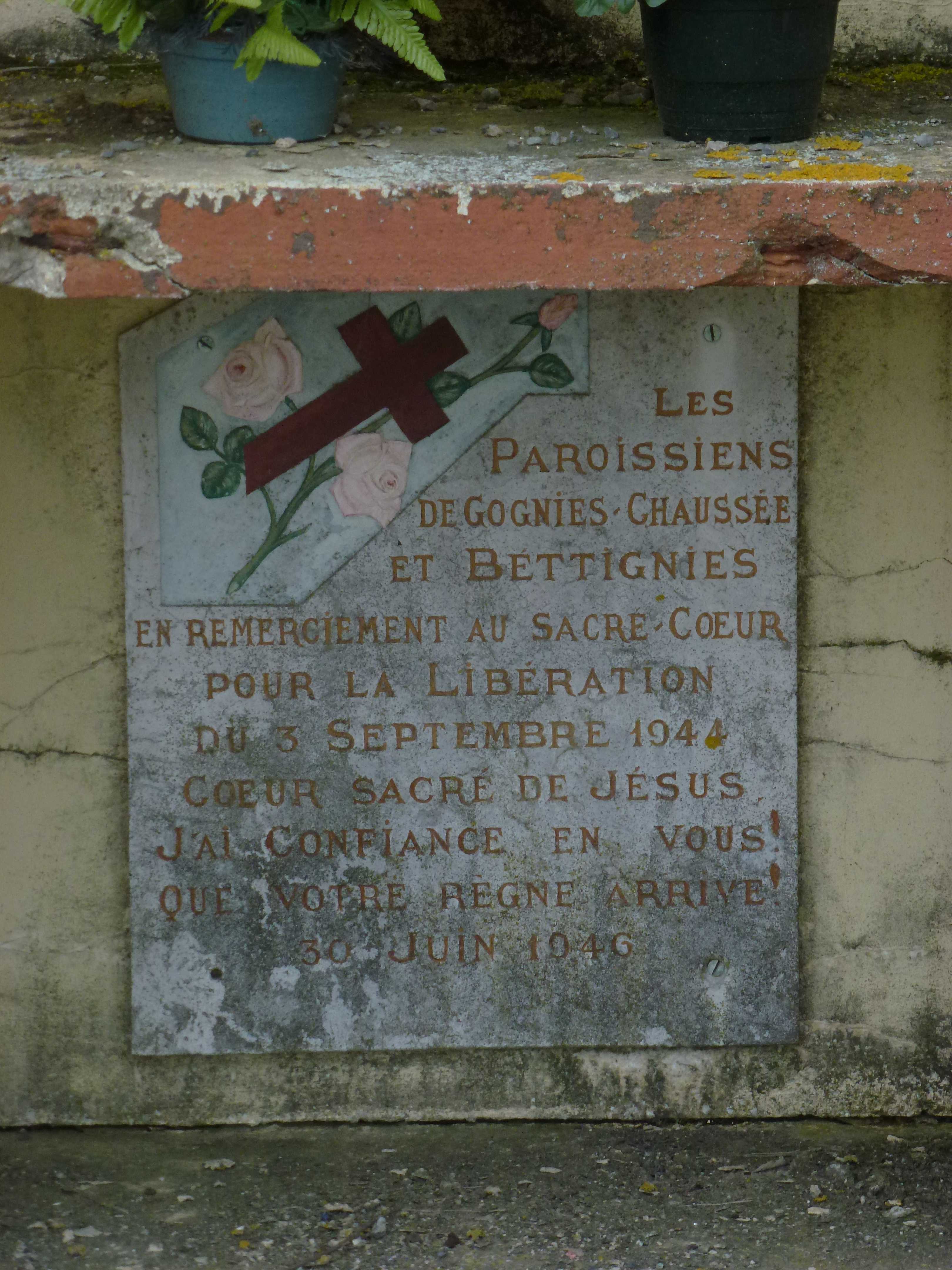
Plaque commémorative de la paroisse, chapelle du Calvaire.

### Personnalités liées à la commune
- Louise de Bettignies (1880-1918), agente du renseignement française qui travaille, sous le pseudonyme d'Alice Dubois, pour le compte de l'armée britannique durant la Première Guerre mondiale. Son réseau Alice contribue à sauver la vie d'un millier de soldats britanniques. Arrêtée, elle meurt en prison à la suite des mauvais traitements infligés.

Le nom de certains seigneurs nous est parvenu : 
- En ce qui concerne la terre appelée Pierre-Fontaine, située à l'extrémité sud-ouest du territoire de Bettignies, celle-ci a été la propriété de Wuillaume de Parfontaine (homme du comte de Hainaut) et Nicaise de Pierre-Fontaine et Jean de Betegnies (témoin dans un jugement à Bavay en 1181 par le comte de Hainaut). Ils apparaissent dans plusieurs titres de la même époque. Dans « Histoire du Cambrésis », Carpentier parle d'un Monseigneur Baudouin de Parfontaine, chevalier du Hainaut en 1288. En 1345, Jean de Perfontaine, fils de Gilles de Perfontaine (chevalier), est devenu grand-bailli du Hainaut. Cette maison est é pendant longtemps importante. L'ancien château de Pierre-Fontaine a disparu. Il ne reste que la ferme.

### Héraldique
| Blason de Bettignies | Blason  | D'or au chef de sable.                           |
| Blason de Bettignies | Détails | Le statut officiel du blason reste à déterminer. |

## Pour approfondir